# Lambula iridescens
Lambula iridescens là một loài bướm đêm thuộc phân họ Arctiinae, họ Erebidae.